# Restrepia chameleon
Restrepia chameleon o restrepia de color variable es una especie de orquídea endémica de Colombia.